# Visättra fornborg
Visättra fornborg (även kallad Flemingsbergsvikens fornborg) är en fornborg belägen på ett högt bergskrön mellan Solgård och Visättra i Huddinge kommun. Området ingår i Flemingsbergsskogens naturreservat och ligger vid Flemingsbergsvikens innersta del. Nedanför (i norr) passerar vandringsstigen Huddingeleden som här utgör resterna av den gamla sockenvägen som sammanknöt bland annat gårdarna Flemingsberg, Stensättra, Sundby, Björksättra samt Lissma och övergavs på 1850-talet.

## Bakgrund
Området kring Flemingsbergsviken koloniserades troligen redan under vikingatiden som många fornfynd tyder på. Vid den tiden fanns en vattenväg mellan sjön Orlången och Tullingesjön och via Albysjön ut till Mälaren. Intill vattenvägen uppfördes bland annat Huddinges största fornborg; Stensättra fornborg. Borgen ligger cirka 900 meter nordväst om Stensättra gård på en jämn bergsplatå med vid utsikt över Flemingsbergsviken och sjön Orlången. Längre västerut (ungefär 1,4 km i nordvästlig riktning) finns Visättra fornborg från samma tid och mittemot denna märks Solgårds fornborg.

## Beskrivning
Visättra fornborg har en utbredning på 110x70 meter. Borgen ligger på ett ganska högt bergskrön. På östra sidan finns en anlagd mur som är ca 40 meter lång cirka 4 meter bred och 0,4 meter hög. Den är uppförd av 0,4–0,6 meter stora gråstenar. Ungefär mitt i muren finns en ingång ca 2 meter bred, troligen uppkastad i sen tid. Stenar från muren ligga nedrasade på sluttningen. I norr och väst stupar berget brant ner. I väster finns en klyfta, som kan ha varit en uppgång till borgen, men som saknar rest av mur.

## Bilder

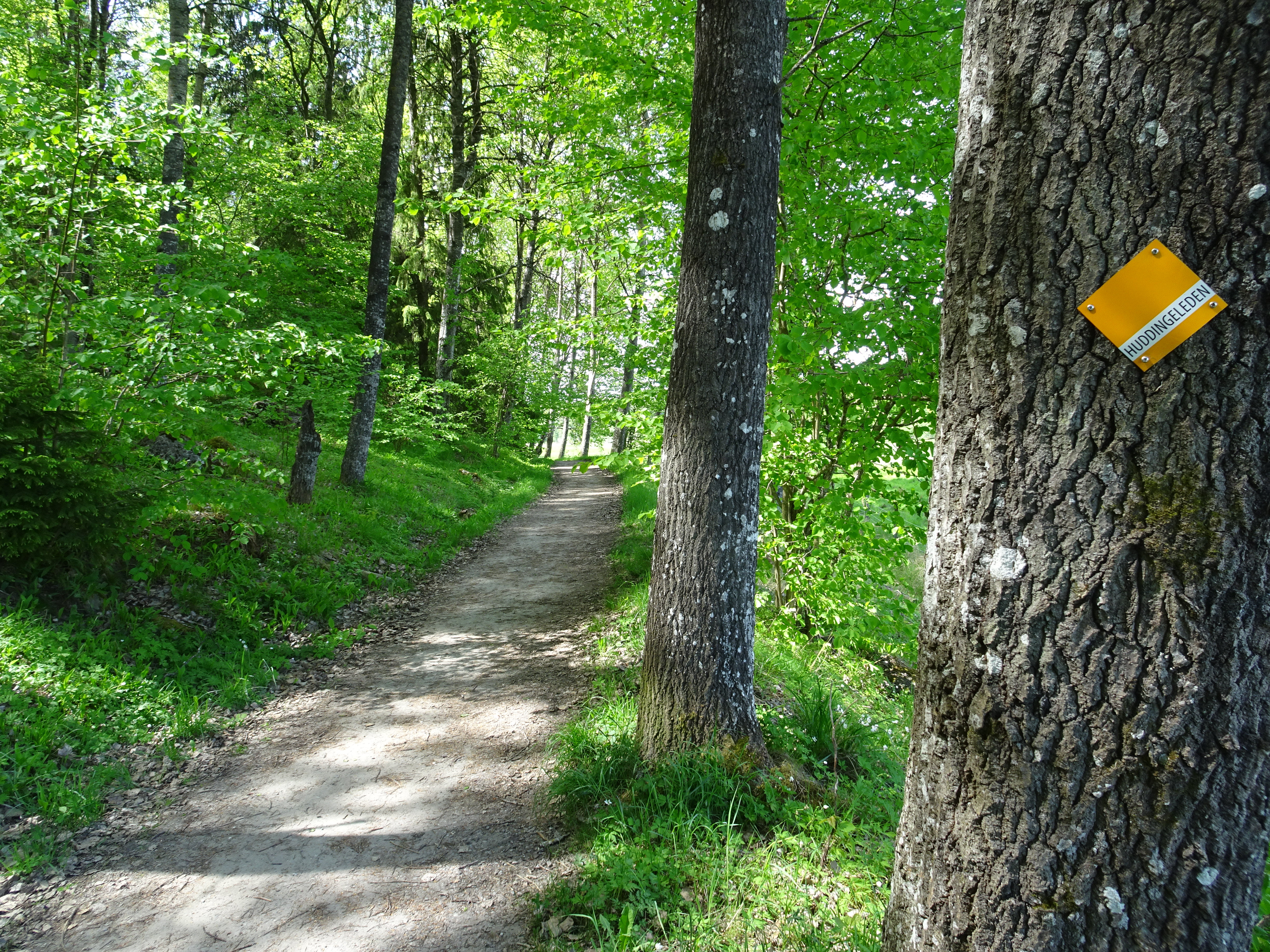
Huddingeleden nedanför.
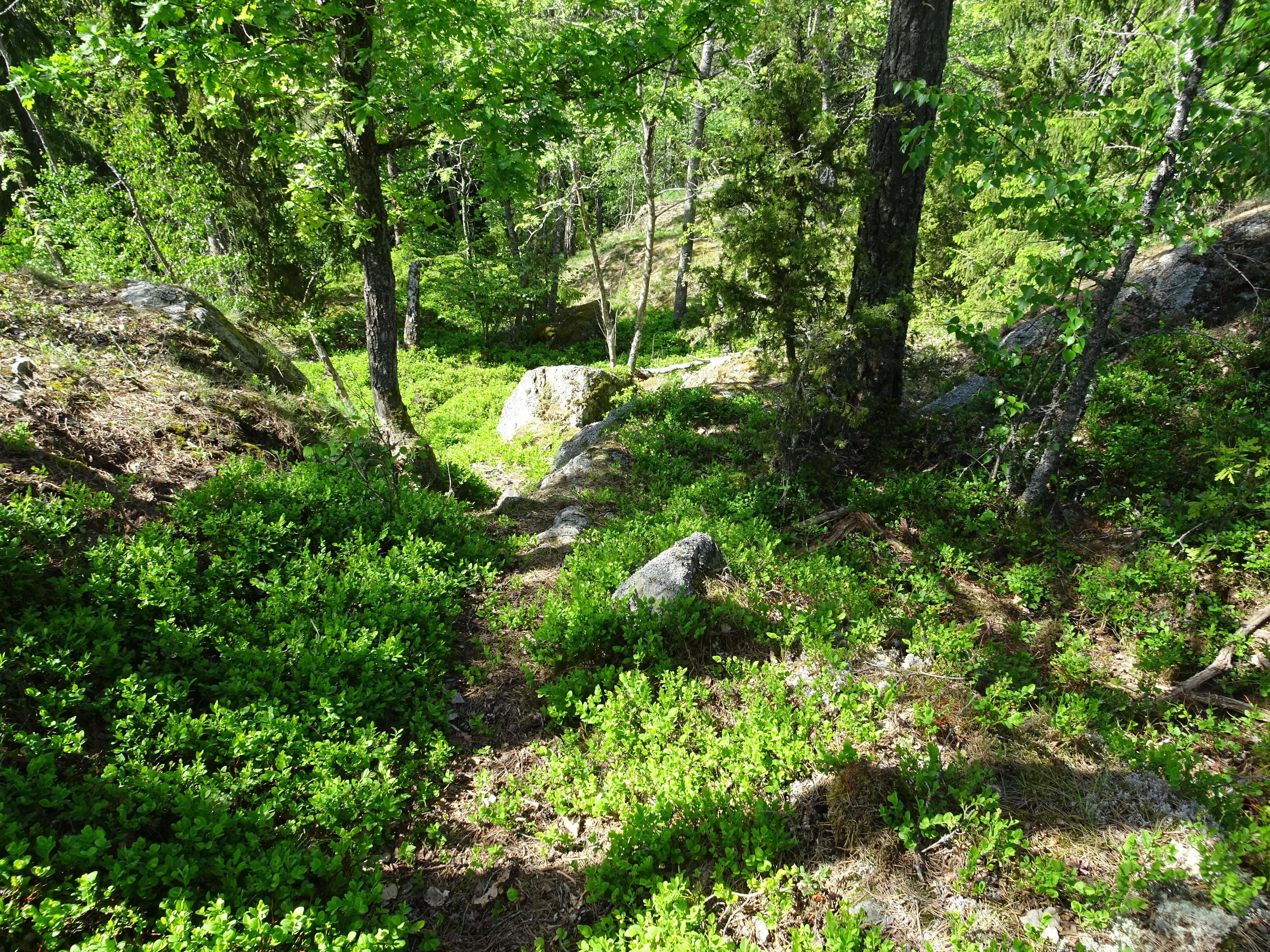
Klyftan i väster.
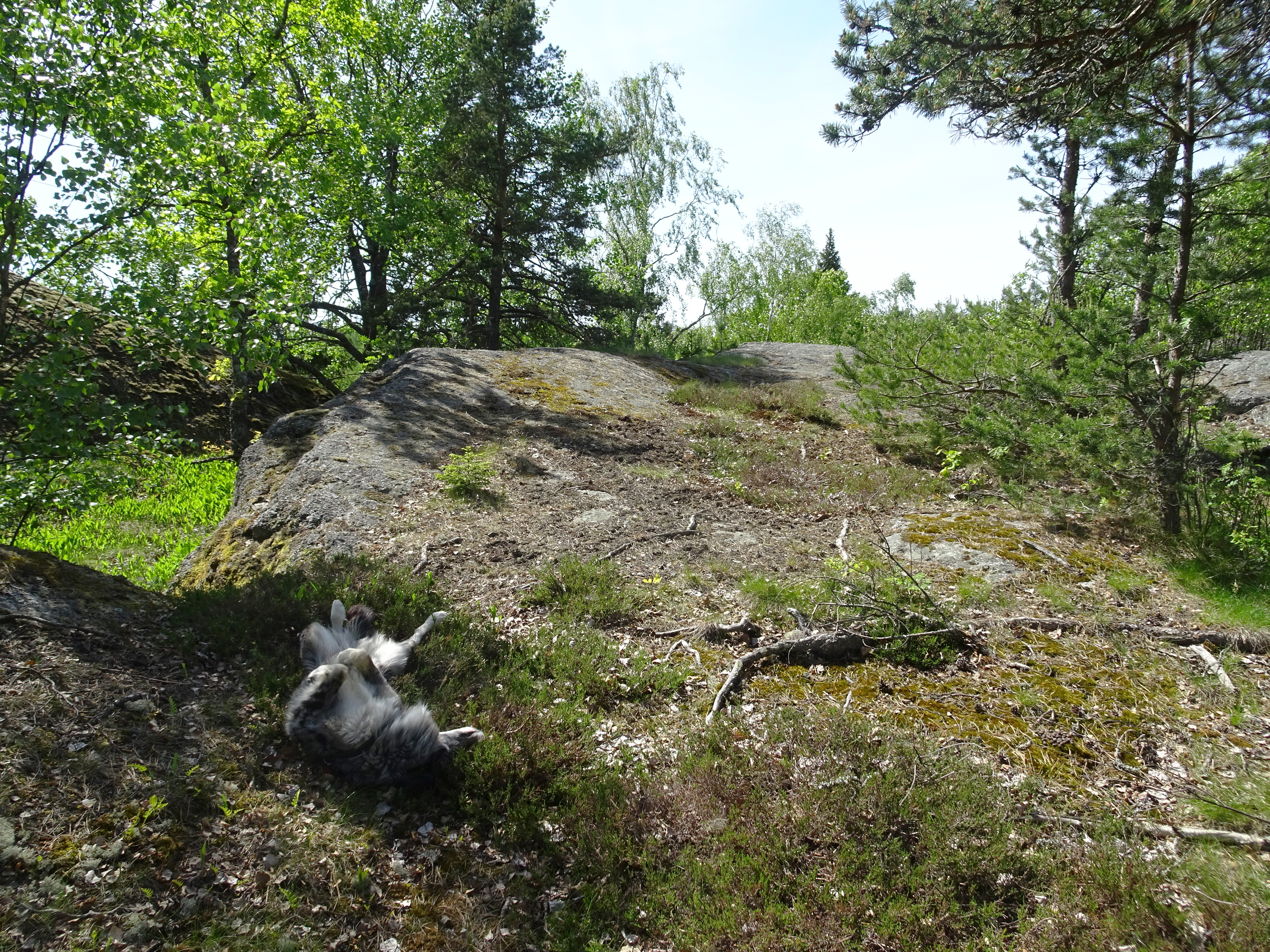
På fornborgens platå.
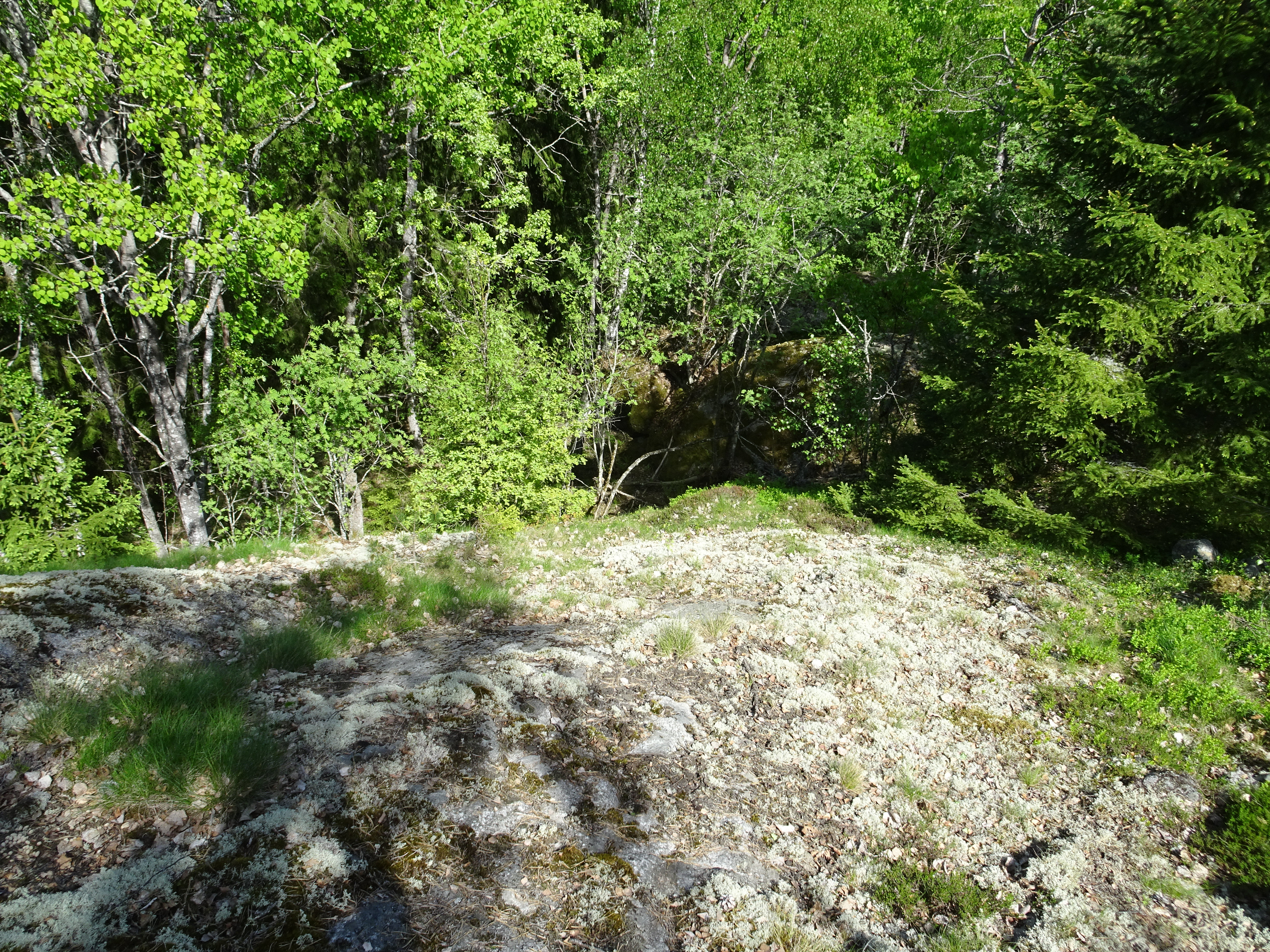
Stupet i väster.